# Regina Maršíková
Regina Maršíková , née le 11 décembre 1958 à Prague, est une joueuse de tennis tchécoslovaque puis tchèque, professionnelle de 1976 à 1990.
En Grand Chelem, elle a atteint trois fois consécutivement les demi-finales à Roland-Garros, entre 1977 et 1979.
Classée dans le top 15 mondial depuis 1977, sa carrière s'interrompt brutalement en septembre 1981, lorsqu'elle est impliquée dans un accident de la route qui coûte la vie à une personne. Reconnue coupable, elle passe quelque temps en prison et est interdite de toutes compétitions de tennis en dehors du bloc de l'est pendant plusieurs années. Elle revient sur le circuit en mars 1985 mais ne fera jamais mieux qu'une demi-finale sur le circuit WTA.
En 1985, avec l'équipe tchécoslovaque, elle a décroché la Coupe de la Fédération face aux États-Unis en finale, en l'absence des meilleures Américaines. Elle est aussi membre de l'équipe finaliste en 1986.
Installée en Allemagne, elle participe depuis une vingtaine d'années à des épreuves du Senior Tour. L'ITF lui dénombre 78 victoires pour aucune défaite. Elle est notamment championne du monde des plus de 35 ans en 1995, 1996 et des plus de 40 ans en 2003.